# Декабрь 2008 года

Список событий декабря 2008 года.

## События
- 1 декабря
  - Отряд боевых кораблей Северного флота России приступил к развёртыванию в южной части Карибского моря для проведения российско-венесуэльских военно-морских учений «ВЕНРУС-2008»[1].
  - В парламентских выборах в Румынии большинство голосов набрала Социал-демократическая партия[2].
  - В Нидерландах продавец программного обеспечения Самир Абдалла подал жалобу в Еврокомиссию на компанию «Microsoft» за нарушение антимонопольного европейского законодательства в области цен, которые от трети до половины больше чем в США[3].
- 2 декабря
  - Саммит НАТО в Брюсселе:
    - Ряд стран, в частности, Германия, выступили против предоставления Украине и Грузии Плана действий по членству в блоке[4].
    - Принято решение возобновить контакты с Россией, которые были прерваны после августовской войны в Грузии[5].

  - Президент ОПЕК Шакиб Хелиль высказался за расширение картеля и пригласил в него Россию, Норвегию и Мексику[6].
  - Политическое противостояние в Таиланде увенчалось победой оппозиции: суд Таиланда распустил правящую партию и отстранил премьер-министра[7].
  - Были приостановлены на один час торги акциями на РТС в связи с понижением технического индекса более чем на 5 %[8].
  - Резервный банк Австралии снизил процентную ставку на один процент. Это самое низкое значение процентной ставки за последние шесть лет[9].
- 3 декабря
  - Европейская комиссия приняла план «Восточное партнерство», предусматривающий расширение сотрудничества с бывшими республиками Советского Союза: Украиной, Молдавией, Грузией, Арменией, Азербайджаном и Белоруссией[10].
  - В столице Зимбабве Хараре был разогнан марш протеста медицинских работников. Протесты были вызваны отсутствием снабжения больниц в условиях необычайно сильной вспышки холеры[11].
- 4 декабря
  - Идентифицированы останки первого президента Афганистана Мухаммеда Дауда, убитого тридцать лет назад[12].
  - Генерал-губернатор Канады Микаэль Жан приняла запрос премьер-министра Стивен Харпера о роспуске парламента до конца января 2009 года[13][14].
  - На Камчатке началось мощное извержение вулкана Ключевская Сопка[15].
  - Финансовый кризис 2008:
    - Министерство торговли Белоруссии ограничило импорт зарубежных товаров с целью сохранения валютных ресурсов[16].
    - Европейский центральный банк снизил ставки по кредитам на 0,75 % до 2,5 % с целью уберечь европейскую экономику от рецессии[17].
    - Президент Франции Николя Саркози заявил о выделении Правительством 26 миллиардов евро на стимулирование экономики в период финансового кризиса[18].
- 5 декабря
  - Умер Патриарх Московский и всея Руси Алексий II[19].
  - В ходе гражданской войны в Шри-Ланке вооружённые силы Шри-Ланки одержали победу над боевиками организации «Тигры освобождения Тамил-Илама» и захватили их морскую базу недалеко от города Муллативу[20].
  - Произошла серия терактов в пакистанском городе Пешавара, погибло свыше 27 человек[21].
- 6 декабря
  - Пентагон провёл испытания новой системы противоракетной обороны США[22].
  - Президенты Гондураса, Гватемалы, Сальвадора и Никарагуа, а также представители Коста-Рики, Панамы, Доминиканской Республики и Белиза приняли решение о создании единой региональной валюты и введении общих паспортов в рамках экономического «Плана экстренных мер»[23].
  - В Индии задержаны подозреваемые в причастности к терактам в Мумбаи[24].
  - Федеративные Штаты Микронезии признали независимость Косово[25].
  - Военный корабль «Адмирал Чабаненко» стал первым кораблём ВМФ России со времён Второй мировой войны, вошедшим в Панамский канал[26].
- 7 декабря
  - Федеральный архив Германии предоставил энциклопедии «Википедия» 100 тысяч исторических фотографий[27].
  - Иранские военные в рамках заключительного этапа широкомасштабных учений военно-морских сил в Оманском заливе успешно испытали современную ракету класса «море-море» «Наср-2»[28].
  - В Афинах, Салониках и ряде других греческих городов вспыхнули беспорядки[29].
- 8 декабря
  - Боевой самолёт ВМС США F/A-18 упал на жилые кварталы в пригороде Сан-Диего[30].
  - После пятимесячного перерыва возобновились шестисторонние переговоры по ядерной программе КНДР[31].
  - Евросоюз начал операцию «Аталанта» против пиратов у побережья Сомали[32].
- 9 декабря
  - В кафедральном соборном храме Христа Спасителя прошло отпевание патриарха Московского и всея Руси Алексия II. Погребение же прошло в Богоявленском Соборе[33].
  - Почти полторы тысячи человек, занятых в отрасли мясопереработки, были отправлены в принудительные отпуска в связи с разразившимся в Ирландии скандалом из-за заражения свинины диоксинами[34].
  - Второй по величине производитель бытовой электроники в мире Sony Corp. объявил о сокращении 8 тысяч рабочих мест[35].
  - Премьер-министр и глава Либеральной партии Квебека Жан Шаре переизбран на третий срок[36].
  - Спикером Верховной Рады Украины стал Владимир Литвин, создана коалиция НУНС, БЮТ и Блока Литвина[37].
- 10 декабря
  - В Осло прошла церемония вручения Нобелевских премий 2008 года[38].
  - На острове Сарк прошли первые демократические выборы, тем самым Сарк перестал быть последним государством с феодальной системой управления[39].
  - Британо-австралийская горнодобывающая компания «Rio Tinto» объявила о намерении в ближайшей перспективе сократить 14000 рабочих мест[40].
- 11 декабря
  - Сенат США заблокировал законопроект о выделении 14 миллиардов долларов для финансовой поддержки американским автопроизводителям[41].
  - Избранный президент США Барак Обама определился с кандидатурой на пост министра энергетики страны, которым станет нобелевский лауреат Стивен Чу[42].
  - В результате взрыва, организованного смертником вблизи города Киркук на севере Ирака, погибли как минимум 55 человек[43].
  - При взрыве в Расвумчоррском руднике в Мурманской области погибло 12 человек[44].
  - Арестован Бернард Мэдофф, который был обвинён в создании возможно крупнейшей в истории финансовой пирамиды.
- 12 декабря
  - Межгосударственный совет ЕврАзЭс официально приостановил членство Узбекистана в этой организации. Узбекистан решил приостановить членство в ЕврАзЭс, поскольку сомневался в эффективности этой организации[45].
  - В Подмосковье начал работу учредительный съезд нового оппозиционного движения «Солидарность». Съезд официально утвердил название движения и принял гимн движения: им стала песня Виктора Цоя «Мы ждём перемен»[46].
  - Швейцария присоединилась к Шенгенской зоне[47].
  - Выход Windows Server 2008.
- 13 декабря
  - Прошла встреча лидеров Японии, Китая и Южной Кореи, на которой договорились о сотрудничестве для борьбы с мировым финансовым кризисом[48].
  - Россиянка Ксения Сухинова одержала убедительную победу в финале конкурса «Мисс Мира», который состоялся в Йоханнесбурге[49].
  - Учреждено Объединенное демократическое движение «Солидарность», избраны федеральный политсовет и бюро движения. У ОДД «Солидарность» будет 39 лидеров[50].
  - В Греции анархисты, учинившие до этого беспорядки, провели мирные демонстрации[51].
  - Швейцария будет представлять интересы России в Грузии[52].
  - Луна приблизилась к Земле на рекордно близкое за последние 15 лет расстояние[53].
- 14 декабря
  - В Туркменистане прошли парламентские выборы[54].
  - В греческих городах вновь вспыхнули массовые волнения[55].
- 15 декабря
  - В Джакарте прошла церемония вступления в силу Устава АСЕАН[56].
  - Президент Румынии Траян Бэсеску объявил о назначении лидера оппозиционной демократическо-либеральной партии Эмиля Бока на пост премьер-министра[57].
  - Лидер Демократической партии Таиланда Абхизит Вейджаджив избран новым премьер-министром страны[58].
- 16 декабря
  - Объявлено об обнаружении в Аргентине останков ранее не известного науке динозавра, названного «Austroraptor cabazai»[59].
  - В Иллинойсе началась процедура импичмента губернатора Благоевича, обвиняемого в злоупотреблениях властью и коррупции[60].
  - В центре Парижа произошла эвакуация крупного торгового комплекса. Обнаруженное взрывное устройство в итоге было обезврежено[61].
  - В Израиле в результате падения с обрыва автобуса с российскими туристами погибло 30 человек[62].
  - В результате рейдов, проведённых итальянской полицией на Сицилии против мафии, арестовано около 100 человек[63].
- 17 декабря
  - На севере Перу археологи обнаружили руины неизвестного древнего города[64].
  - ФРС США понизила базовую учётную ставку до исторического минимума 25 сотых процента годовых[65].
  - В Кандалакше убита мэр города Нина Варламова. Основной подозреваемый — бывший депутат городского совета[66].
- 18 декабря
  - Теонесте Багосора, обвиняемый в организации геноцида в Руанде в 1994 году, был приговорён к пожизненному заключению[67].
  - Сейм Латвии принял закон о делении страны на края и уезды[68].
  - Российско-индийское ракетостроительное предприятие BrahMos Aerospace Limited провело успешный пуск сверхзвуковой крылатой ракеты «БраМос»[69].
- 19 декабря
  - В Германии после 26 лет заключения выпущен из тюрьмы Кристиан Клар — бывший террорист из организации «Фракция Красной Армии»[70].
  - Палестинская группировка ХАМАС, контролирующая сектор Газа, заявила об окончании перемирия с Израилем[71].
- 20 декабря
  - В Москве, на рынке у станции метро «Пражская» произошёл взрыв, пострадало 9 человек[72].
  - На Ближнем Востоке и в Южной Азии возник широкомасштабный сбой в работе Интернета и телефонной связи из-за повреждения в Средиземном море пяти основных подводных кабелей, включая SEA-ME-WE 4[73].
  - Вошёл в эксплуатацию пусковой комплекс нового Фрунзенского радиуса Петербургского метрополитена[74].
  - При взлёте из аэропорта Денвера произошла авария самолёта Boeing 737-500 компании Continental Airlines.
- 21 декабря
  - В Греции возобновились беспорядки возле афинского Политехнического института, который удерживают студенты[75].
  - Состоялся первый испытательный полёт коммерческого самолёта-носителя WhiteKnightTwo[76].
  - В регионах России прошли акции протеста против повышения пошлин на импортные автомобили[77].
  - Власти Ирана закрыли офис центра защиты прав человека, возглавляемого нобелевским лауреатом Ширин Эбади[78].
- 22 декабря
  - Оглашены итоги выборов в парламент Туркменистана, первых выборов после конституционной реформы[79].
  - Король Бельгии Альберт II принял отставку правительства, возглавляемого премьер-министром страны Ивом Летермом[80].
  - В Гвинее в возрасте 74 лет, умер президент страны Лансана Конте[81].
  - Японский автогигант «Тойота» заявил, что из-за глобального падения спроса на автомобили его прибыль в 2008 финансовом году сократится более чем на 90 процентов по сравнению с ранее запланированной[82].
- 23 декабря
  - Страны-участницы Форума стран-экспортёров газа утвердили устав организации и расположение её штаб-квартиры[83].
  - В Теннесси прорвало дамбу отстойника угольной электростанции, расположенной примерно в 40 милях восточнее Ноксвилла. Смесь воды, золы и грязи затопила примерно примерно 1,6 км² земли, эвакуированы жильцы 15 домов[84].
  - Военный переворот в Гвинее, объявлено о роспуске правительства и приостановке действия конституции[85].
- 24 декабря
  - В Евпатории произошёл взрыв жилого дома, погибли 27 человек. В связи с трагедией Президент Украины Виктор Ющенко объявил 26 декабря днём траура[86].
  - Последний крупный поставщик VHS-кассет Distribution Video Audio объявил о том, что партия видеокассет, выпущенная в октябре 2008 года, была последней[87].
  - Правительство Японии одобрило проект бюджета страны на 2009—2010 финансовый год в рекордном объёме 88,5 триллионов иен, с его помощью правительство надеется преодолеть рецессию в экономике[88].
- 25 декабря
  - На Маршалловых островах из-за наводнения было объявлено чрезвычайное положение[89].
  - На Филиппинах произошло мощное землетрясение силой магнитудой 6,1 по шкале Рихтера[90].
- 26 декабря
  - Китай отправил к берегам Сомали три военных корабля (два эсминца и судно снабжения), которым предстоит защищать китайские судна от нападений пиратов в Аденском заливе[91].
  - В сербском городе Прешево арестованы десять членов Армии освобождения Косово[92].
  - Премьер-министр Израиля Эхуд Ольмерт в ответ на экстремистские действия «ХАМАС» выдвинул Палестине «последнее предупреждение»[93].
- 27 декабря
  - В рамках военной операции «Литой свинец» израильская авиация подвергла бомбардировке ряд объектов палестинского радикального движения Хамас в секторе Газа[94].
  - Пакистан перебросил войска на границу с Индией. По словам премьер-министра Пакистана Юсуфа Раза Джилани, его страна не хочет сражаться, но готова защищаться в случае агрессии[95]. (см. также Индо-пакистанский конфликт)
- 28 декабря
  - В Гане прошёл второй тур президентских выборов[96].
  - Десятки палестинцев прорвались из сектора Газа на территорию Египта после того, как израильская авиация бомбила туннели на границе Газы и Египта[97].
  - На итальянский остров Лампедуза прибыли четыре лодки с 1700 нелегальными эмигрантами из Ливии[98].
- 29 декабря
  - Президент Сомали Абдуллахи Юсуф Ахмед объявил о своей отставке[99].
  - В Бангладеш завершились первые с 2001 года парламентские выборы[100].
- 30 декабря
  - Бывший вице-президент «ЮКОС» Василий Алексанян освобождён из-под стражи[101].
  - В парламентских выборах в Бангладеш одержала победу Лига Авами во главе с Шейх Хасиной[102].
  - В Дагестане убит замначальника штаба командования Внутренних войск на Северном Кавказе генерал Валерий Липинский. Ещё три человека ранены[103].
- 31 декабря
  - В Китае, в провинции Шаньдун, найдено крупнейшее кладбище динозавров[104].
  - В городе Бильбао на севере Испании произошёл взрыв, ответственность за который взяла на себя баскская сепаратистская организация ETA[105].